# Карбонат калію
Карбона́т ка́лію (нім. Pottasche, від Pott — горщик і Asche — зола) (поташ; вуглекислий калій; калієва сіль вугільної кислоти) K2CO3 — безбарвна кристалічна речовина. У воді розчиняється добре. Застосовується в склоробному виробництві для виготовлення спеціальних сортів скла, у миловарному виробництві для виготовлення спеціальних сортів мила (рідкого зеленого). Багато поташу міститься в попелі рослин, особливо соняшника (30—40 % у перерахунку на K2O), гречки (близько 25 % K2O), соломи (близько 20 % K2O), берези (близько 15 % K2O), змішаної деревини (близько 10 % K2O). У зв'язку з цим попіл рослин часто використовується як калійні добрива.
Протягом тривалого часу поташ одержували із золи рослин, вилуговування її водою і випаровувавши потім отриманий розчин. Тепер поташ одержують дією двоокису вуглецю на розчин їдкого калію, що утворюється при електролізі розчину хлористого калію:
КОН + СО2 → КНСО3
КНСО3 + КОН → К2СО3 + Н2О

## Історія видобутку і застосування
Поташ — калієва сіль вугільної кислоти, біла порошкоподібна речовина з властивостями лугу; застосовувався при відбілюванні і фарбуванні тканин, у миловарні, виробництві скла тощо.
Поташ отримували, виварюючи з дерев'яного попелу, який у процесі виробництва розрізнявся на фальбу (поташний напівфабрикат, випалений, але ще не смальцьований попіл) і смальцюгу. Останню отримували після перепалення вже заготовленої золи (фальби) в спеціальних печах — гартах, що входили до виробничого комплексу поташної буди. Фальба, смальцюга й готовий поташ нарівні зі збіжжям були головними предметами експорту з Польщі, України й Білорусі наприкінці XVI — у першій половині XVII ст.